# Nodowa
Der Nodowa (jap. 喉輪)  ist ein Rüstungsteil der japanischen Samurairüstung (Yoroi).

## Beschreibung
Der Nodowa ist ein Halsschutz, der aus Metall, Leder, Stoff und Seide besteht. Er besteht aus mehreren Platten, die auf einer Unterlage aus Stoff oder Leder angebracht sind. Oft sind die Platten an einem gepolsterten Kragen angebracht, der nach dem Anliegen direkt am Hals sitzt. Es gibt verschiedene Versionen, die sich auch in ihrer Verschlussart unterscheiden:
- Nodowa: Der Kragen kann im Genick gebunden werden. Es gibt auch die Version als Kusari-Nodowa in der die Außenseite mit Kettenrüstung statt Platten gepanzert ist.

- Meguriwa: Haben eher Ähnlichkeit mit einem Halsband. Sie bestehen aus Leder oder Metall, sind breit und werden an den Enden schmaler. Sie werden bei angezogener Rüstung direkt auf dem Hals aufgelegt. Der Verschluss dieser Halsbänder ist einem Gürtelschloss ähnlich.

- Eriwa: Ebenfalls einem Halsband ähnlich. Es wird mit Haken im Genick verschlossen.

- Manjuwa: Wird am unteren Ende der Menpo angebracht

Die erfolgreiche Verwendung wird in einem Bericht über die Schlacht bei Konodai, Provinz Shimoza, im Jahr 1564 bestätigt.

## Weblinks

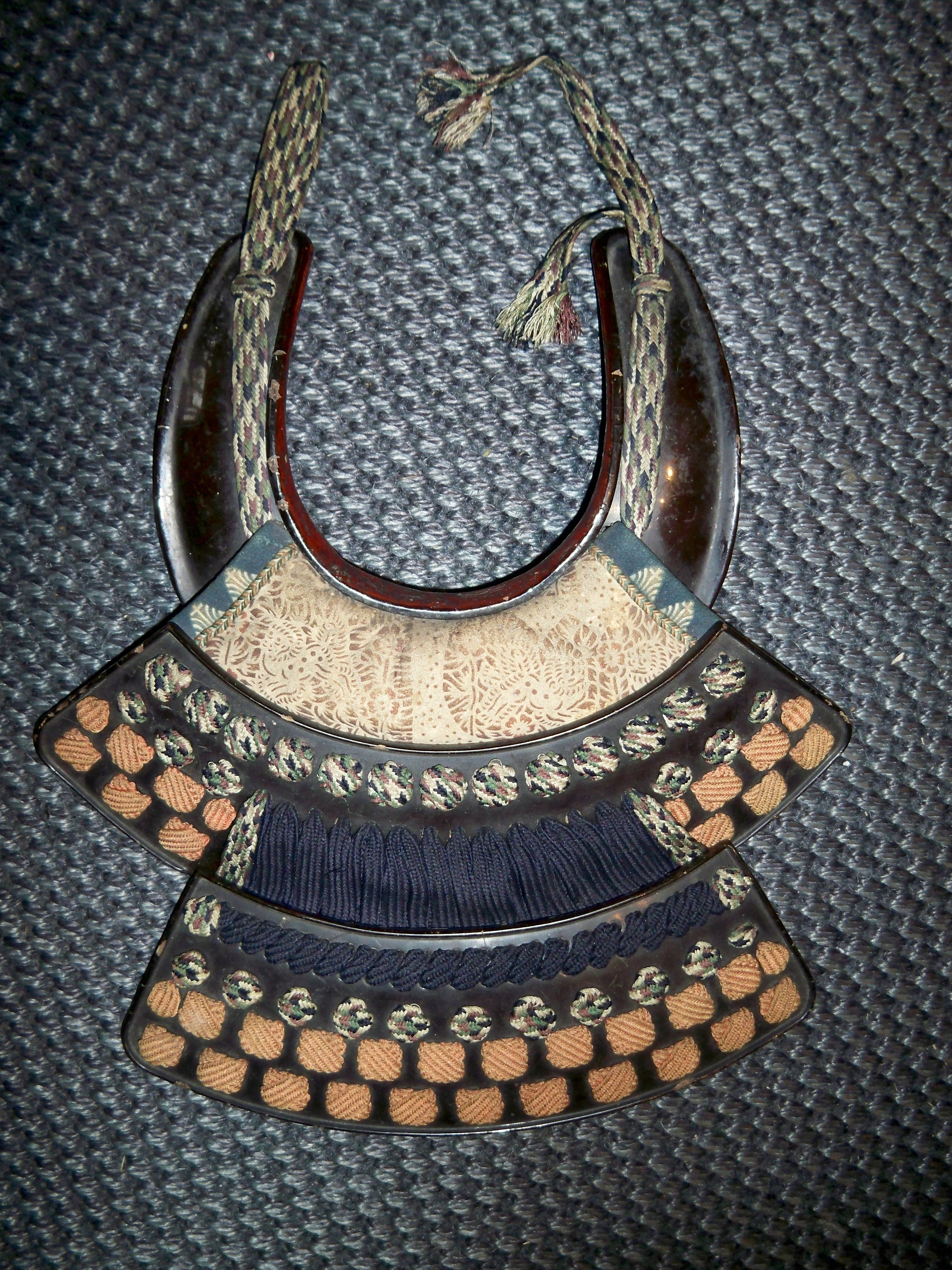
Nodowa
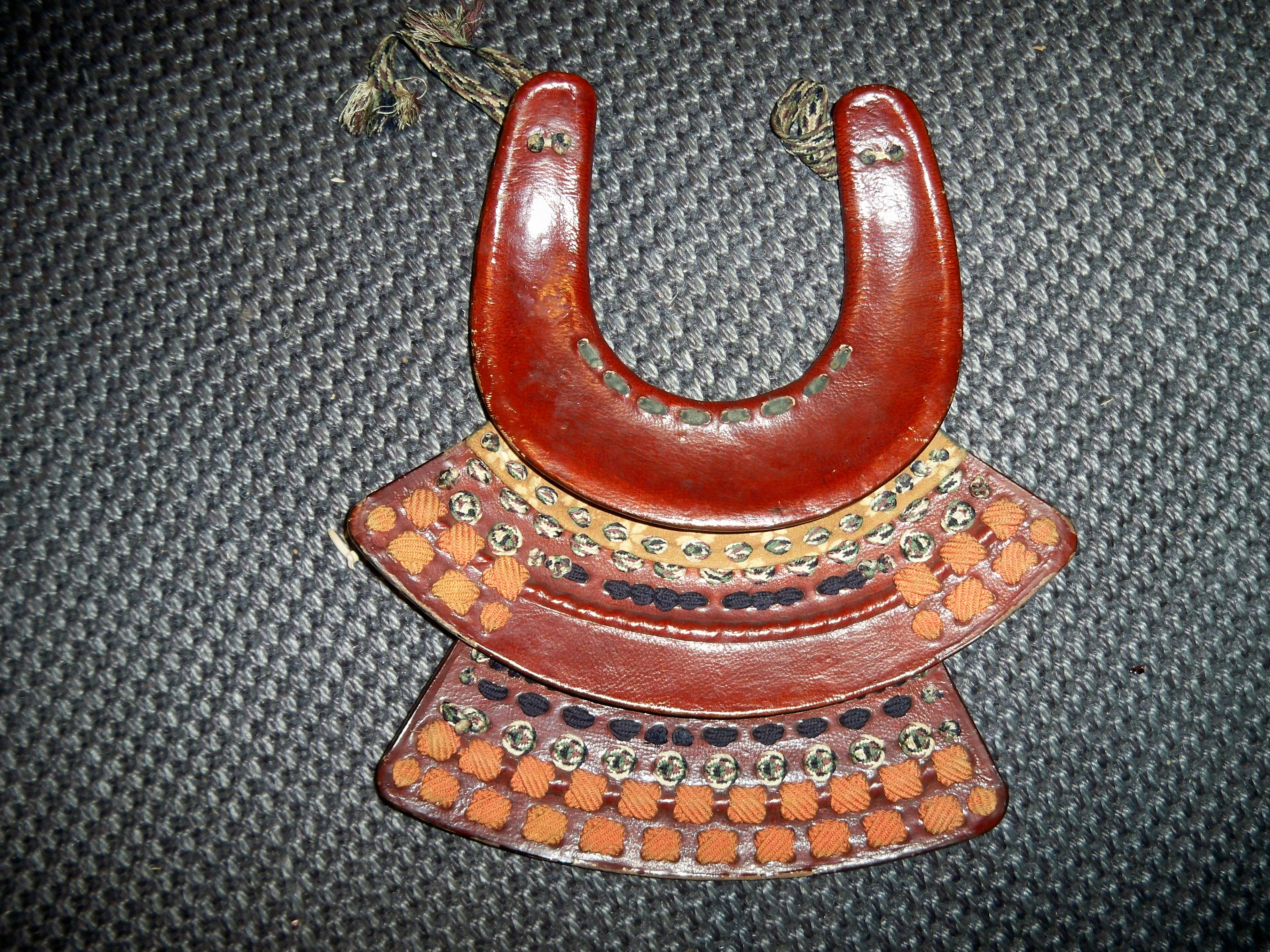
Nodowa